# Чемпіонат світу з легкої атлетики серед юнаків 2013

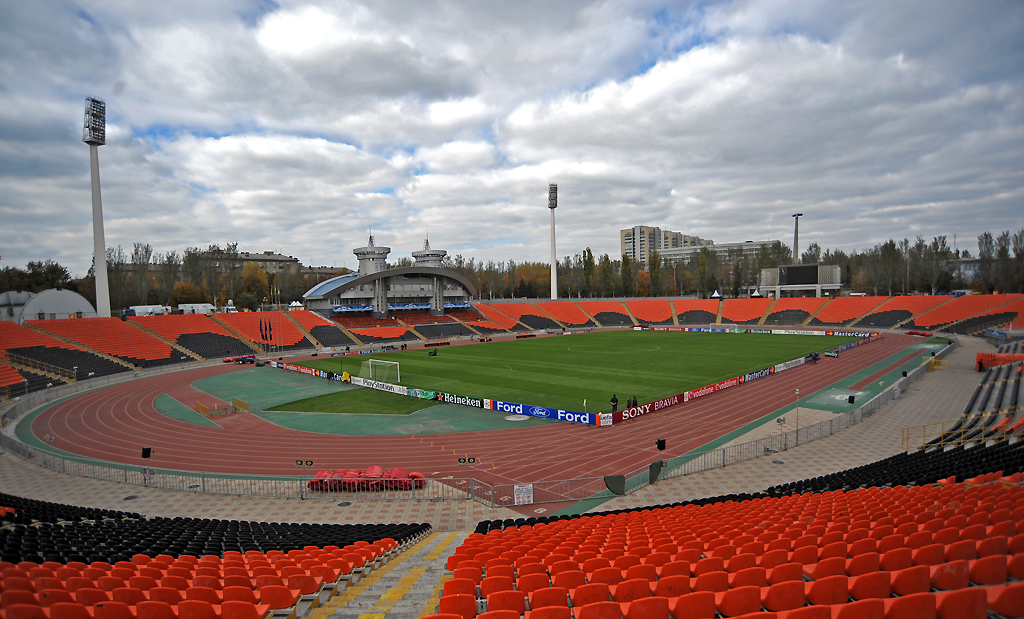
Олімпійський стадіон у Донецьку

VIII чемпіонат світу з легкої атлетики серед юнаків, що проходив з 10 по 14 липня 2013 року у Донецьку. Брати участь у змаганнях мали право атлети віком до 17 років (1996 р.н. та молодші).

## Призери змагань

### Хлопці
| Дисципліна                         | Золото                                                                   | Золото      | Срібло                          | Срібло      | Бронза                        | Бронза      |
| ---------------------------------- | ------------------------------------------------------------------------ | ----------- | ------------------------------- | ----------- | ----------------------------- | ----------- |
| 100 м                              | Юксюе Мо КНР                                                             | 10,35 WYL   | Оджі Едобурун Велика Британія   | 10,35 PB    | Реньєр Мена Куба              | 10,37 PB    |
| 200 м                              | Майкл О'Хара Ямайка                                                      | 20,63 WYL   | Віктор Хуґо дос Сантос Бразилія | 20,67 PB    | Рейньєр Мена Куба             | 20,79       |
| 400 м                              | Мартін Манлі Ямайка                                                      | 45,89 WYL   | Райан Кларк США                 | 46,46       | Александер Сампао Кенія       | 46,78 PB    |
| 800 м                              | Альфред Кіпкетер Кенія                                                   | 1:48.01 PB  | Костянтин Толоконніков Росія    | 1:48.29 PB  | Кайл Ленґфорд Велика Британія | 1:48.32 PB  |
| 1500 м                             | Роберт Кіпту Бівотт Кенія                                                | 3:36.77 CR  | Тесфу Тевелде Еритрея           | 3:42.14 PB  | Тітус Кіпруто Кібьєґо Кенія   | 3:42.97     |
| 3000 м                             | Йоміф Кеджелча Ефіопія                                                   | 7:53.56 PB  | Ведік Кіпкоеч Кенія             | 7:55.60     | Александр Муньяо Кенія        | 7:56.86 PB  |
| 110 м з бар'єрами (0,914 м)        | Джагіл Гайд Ямайка                                                       | 13,13 CR    | Марлон Гамфрі США               | 13,24 PB    | Янґ Лю КНР                    | 13,33 PB    |
| 400 м з бар'єрами (0,840 м)        | Марвін Вільямс Ямайка                                                    | 50,39 WYL   | Янґ Ванґ КНР                    | 50,78       | Кеннет Селмон США             | 51,30       |
| 2000 м з перешкодами               | Мереса Кахсай Ефіопія                                                    | 5:19.99 WYB | Ніколас Бетт Кенія              | 5:20.92 PB  | Юстус Лаґат Кенія             | 5:30.00 PB  |
| Спортивна ходьба на 10 000 м       | Яманісі Тосікадзу Японія                                                 | 41:53.80 PB | Максим Краснов Росія            | 42:03.10 PB | Дієго Гарсія Іспанія          | 42:03.32 PB |
| Змішана естафета (100+200+300+400) | Ямайка                                                                   | 1:49.23 WYB | США                             | 1:50.14 SB  | Японія                        | 1:50.52 PB  |
| Висота                             | Санґхеок Ву Південна Корея                                               | 2,20 PB     | Яксю Бай КНР                    | 2,18 PB     | Крістоф Брайан Ямайка         | 2,16        |
| Висота                             | Четверте місце виборов Олександр Баранніков, показавши результат 2,16 PB |             |                                 |             |                               |             |
| Жердина                            | Геррі Копелл Велика Британія                                             | 5,25 PB     | Бокай Хуанґ КНР                 | 5,20 PB     | Лев Скориш Ізраїль            | 5,10 PB     |
| Довжина                            | Анатолій Ряполов Росія                                                   | 7,79        | Яокінґ Фанґ КНР                 | 7,53        | Ісая Мур США                  | 7,53 PB     |
| Потрійний                          | Лазаро Мартінез Куба                                                     | 16,63 CR    | Яокінґ Фанґ КНР                 | 16,48 PB    | Димитрій Антонов Німеччина    | 16,02 PB    |
| Потрійний                          | Четверте місце виборов Олександр Малосілов, показавши результат 15,95 PB |             |                                 |             |                               |             |
| Ядро (5 кг)                        | Патрік Мюллер Німеччина                                                  | 22,02 PB    | Хеннінг Прюфер Німеччина        | 21,94 PB    | Мохамед Магді Гамза Єгипет    | 20,58       |
| Диск (1,5 кг)                      | Меттью Денні Австралія                                                   | 67,54 WYL   | Хеннінг Прюфер Німеччина        | 65,62       | Юлонґ Ченґ КНР                | 62,80 PB    |
| Молот (5 кг)                       | Матья Ґреґуріч Хорватія                                                  | 79,38 PB    | Павел Паляков Білорусь          | 79,02 PB    | Меттью Денні Австралія        | 78,67       |
| Спис (700 гр)                      | Матья Мугар Словенія                                                     | 78,84 PB    | Норберт Ріваж-Тот Угорщина      | 78,27       | Пабло Буґалло Іспанія         | 76,63       |
| Восьмиборство                      | Карстен Варгольм Норвегія                                                | 6451 PB     | Фелікс Шестопалов Росія         | 6260 PB     | Ян Долежал Чехія              | 6222 PB     |

### Дівчата
| Дисципліна                         | Золото                         | Золото       | Срібло                   | Срібло      | Бронза                                     | Бронза     |
| ---------------------------------- | ------------------------------ | ------------ | ------------------------ | ----------- | ------------------------------------------ | ---------- |
| 100 м                              | Кі Вестбрук США                | 11,33 PB     | Аріана Вашинґтон США     | 11,40       | Анжела Теноріо Еквадор                     | 11,41      |
| 200 м                              | Ірене Екелунд Швеція           | 22,92 CR     | Анжела Теноріо Еквадор   | 23,13 PB    | Аріана Вашинґтон США                       | 23,20      |
| 400 м                              | Сабріна Бакаре Велика Британія | 52,77 PB     | Олвія Бейкер США         | 53,38       | Тіффані Джеймс Ямайка                      | 53,56      |
| 800 м                              | Аніта Хінріксдоттір Ісландія   | 2:01.13 CR   | Дуреті Едао Ефіопія      | 2:03.25 PB  | Ревін Роджерс США                          | 2.03.32 PB |
| 1500 м                             | Тіґіст Ґешоу Ефіопія           | 4:14.25      | Давіт Сеяум Ефіопія      | 4:15.51     | Алекса Ефрейсон США                        | 4:16.07    |
| 3000 м                             | Ліліан Ренґерук Кенія          | 8:58.74 WYL  | Берхан Дем'єза Ефіопія   | 9:00.06 PB  | Сіленат Їсмав Ефіопія                      | 9:01.63 PB |
| 100 м з бар'єрами (0,762 м)        | Янік Томпсон Ямайка            | 12,94 WYB    | Діор Голл США            | 13,01 PB    | Мікья Бріско США                           | 13,29 PB   |
| 400 м з бар'єрами (0,762 м)        | Хелен Свейнпоель ПАР           | 58,08 WYL    | Тіа-Адана Белле Барбадос | 58,42 PB    | Ліза-Марі Джакобі Німеччина                | 58,75 PB   |
| 2000 м з перешкодами               | Розефлін Чепнґетіч Кенія       | 6:14.60      | Дейзі Джепкемей Кенія    | 6:15.12 PB  | Вейншет Анса Ефіопія                       | 6:30.05    |
| Спортивна ходьба на 5 000 м        | Ольга Шаргіна Росія            | 22:13.91 WYL | Момоко Мізота Японія     | 22:42.77 PB | Ноемі Стелла Італія                        | 22:48.95   |
| Змішана естафета (100+200+300+400) | США                            | 2:05.15 WYL  | Віргінські острови       | 2:07.40 PB  | Японія                                     | 2:07.61 PB |
| Висота                             | Елеонор Паттерсон Австралія    | 1,88 PB      | Еріка Фурлані Італія     | 1,82 PB     | Різлане Сіба Марокко Джулія ду Плессіс ПАР | 1,79       |
| Жердина                            | Робейліс Пейнадо Венесуела     | 4,25         | Альона Лутковская Росія  | 4,15        | Кріста Обіжаєва Латвія                     | 4,05       |
| Довжина                            | Флорентіна Марінку Румунія     | 6,42         | Кетура Орджі США         | 6,39 PB     | Наталія Часінська Польща                   | 6,22 PB    |
| Потрійний                          | Флорентіна Марінку Румунія     | 13,75 WYL    | Ронґ Ванґ КНР            | 13,69       | Кетура Орджі США                           | 13,69 PB   |
| Ядро (3 кг)                        | Емель Дерелі Туреччина         | 20,14 CR     | Альона Бугакова Росія    | 18,60       | Ешлі Блейк США                             | 17,57      |
| Диск (1 кг)                        | Ючен Ксіе КНР                  | 56,34 CR     | Клаудін Віта Німеччина   | 52,59 PB    | Ксіньюнь Ліанґ КНР                         | 51,50 PB   |
| Молот (3 кг)                       | Река Гьюрац Угорщина           | 73.20 CR     | Гельґа Вьолгий Угорщина  | 71.95       | Валерія Семенкова Україна                  | 68.62 PB   |
| Спис (500 гр)                      | Маккензі Літл Австралія        | 61,47 CR     | Юленміс Аґвілар Куба     | 59,94 PB    | Анете Косіна Латвія                        | 54,26      |
| Семиборство                        | Селіна Леффлер Німеччина       | 5747 CR      | Емма Стенльоф Швеція     | 5590 PB     | Луіза Граувоґель Німеччина                 | 5581       |

## Медальний залік
|                                                                                  |  |  |
| Пам'ятна монета НБУ номіналом 2 грн., присвячена юнацькому чемпіонату у Донецьку |  |  |

|  | Господарі змагань |

| Місце  | Країна             | Золото | Срібло | Бронза | Загалом |
| ------ | ------------------ | ------ | ------ | ------ | ------- |
| 1      | Ямайка             | 6      | 0      | 2      | 8       |
| 2      | Кенія              | 4      | 3      | 4      | 11      |
| 3      | Ефіопія            | 3      | 3      | 2      | 8       |
| 4      | Австралія          | 3      | 0      | 1      | 4       |
| 5      | США                | 2      | 7      | 8      | 17      |
| 6      | КНР                | 2      | 6      | 3      | 11      |
| 7      | Росія              | 2      | 5      | 0      | 7       |
| 8      | Німеччина          | 2      | 3      | 3      | 8       |
| 9      | Велика Британія    | 2      | 1      | 1      | 4       |
| 10     | Румунія            | 2      | 0      | 0      | 2       |
| 11     | Угорщина           | 1      | 2      | 0      | 3       |
| 12     | Куба               | 1      | 1      | 2      | 4       |
| 12     | Японія             | 1      | 1      | 2      | 4       |
| 14     | Швеція             | 1      | 1      | 0      | 2       |
| 15     | ПАР                | 1      | 0      | 1      | 2       |
| 16     | Венесуела          | 1      | 0      | 0      | 1       |
| 16     | Ісландія           | 1      | 0      | 0      | 1       |
| 16     | Південна Корея     | 1      | 0      | 0      | 1       |
| 16     | Норвегія           | 1      | 0      | 0      | 1       |
| 16     | Словенія           | 1      | 0      | 0      | 1       |
| 16     | Туреччина          | 1      | 0      | 0      | 1       |
| 16     | Хорватія           | 1      | 0      | 0      | 1       |
| 23     | Еквадор            | 0      | 1      | 1      | 2       |
| 23     | Італія             | 0      | 1      | 1      | 2       |
| 25     | Барбадос           | 0      | 1      | 0      | 1       |
| 25     | Білорусь           | 0      | 1      | 0      | 1       |
| 25     | Бразилія           | 0      | 1      | 0      | 1       |
| 25     | Віргінські острови | 0      | 1      | 0      | 1       |
| 25     | Еритрея            | 0      | 1      | 0      | 1       |
| 30     | Іспанія            | 0      | 0      | 2      | 2       |
| 30     | Латвія             | 0      | 0      | 2      | 2       |
| 32     | Єгипет             | 0      | 0      | 1      | 1       |
| 32     | Ізраїль            | 0      | 0      | 1      | 1       |
| 32     | Марокко            | 0      | 0      | 1      | 1       |
| 32     | Польща             | 0      | 0      | 1      | 1       |
| 32     | Україна            | 0      | 0      | 1      | 1       |
| 32     | Чехія              | 0      | 0      | 1      | 1       |
| Всього | Всього             | 40     | 40     | 41     | 121     |